# 翰林街道
翰林街道，是中华人民共和国贵州省六盤水市盘州市下辖的一个街道办事处。
2013年7月2日，贵州省人民政府批复同意从红果镇析置翰林街道，辖花家庄村、沙坡村、旧铺村、华屯村、小关村、蛾螂铺社区、迎旭社区、翠屏社区，街道办事处驻沙坡村。
2015年6月4日，贵州省人民政府批复同意盘县乡镇行政区划调整，将原翰林街道旧铺村、沙坡村、花家庄村划归两河街道管辖，调整后的翰林街道辖华屯村、小关村、蛾螂铺社区、迎旭社区、翠屏社区地域，街道办事处驻迎旭社区。

## 行政区划
翰林街道下辖以下地区：
蛾螂铺社区、迎旭社区、翠屏社区、华屯村和小关村。